# Duppi-Teššup
Duppi-Teššup (auch Tuppi-Teššup) war ein amarnazeitlicher König von Amurru, der bislang nur aus hethitischen Quellen von der Wende vom 14. zum 13. Jahrhundert v. Chr. bekannt ist. Er war ein Sohn von Ari-Teššup, dem Nachfolger von Aziru. Von Duppi-Teššup wurde ein ursprünglich zwischen Aziru und Šuppiluliuma I. geschlossener Vertrag unter Muršili II. erneuert (CTH 62). Dieser Vertrag verpflichtete Amurru zum Beistand für die hethitische Königsfamilie sowie zu Tributzahlungen an Ḫatti, während weitere Tributleistungen an Ägypten untersagt wurden. Duppi-Teššups Schwester Aḫat-milki war Ehefrau des Königs Niqmepa von Ugarit.